# Sports Media Austria
Die Sports Media Austria (SMA) ist die Vereinigung der österreichischen Sportjournalisten bzw. -fotografen sowie Mitarbeiter in elektronischen und anderen sich mit Sport befassenden Medien.

## Organisation
Bis zu seinem Tod im März 1997 wurde von Josef Strabl die „Fachgruppe Sportjournalisten“ im Österreichischen Gewerkschaftsbund (ÖGB) geführt. Aus dieser Fachgruppe wurde 1997 nach der Abspaltung von der Gewerkschaft der „Österreichische Sportjournalisten Club“ (ÖSC) unter dem neuen Präsidenten Michael Kuhn gegründet.
Die „Sports Media Austria“ wurde unter neuem Namen bei der Generalversammlung 2001 in Abtenau gegründet. Seit 2014 ist der Sportchef des Österreichischen Rundfunks (ORF) Hans Peter Trost Präsident dieser Interessensvertretung.

## Preise

### Sports Media Austria Preis für Journalisten (Auswahl)
Seit 2004 wird der Journalistenpreis „Sports Media Austria Preis für Journalisten“ jährlich von der SMA in Kooperation mit Coca-Cola vergeben.
Ausgezeichnet werden Beiträge zum nationalen und internationalen Sportgeschehen.
- 2025:[3]
  - Text: Fabian Beer für Liga der Gegensätze
  - Audio: Margit Ehrenhöfer (mit Co-Autorin Lucia Heisterkamp) für Vom Käfigkicker zur Kultfigur
  - Video: Christian Prates für Matthias Walkner – meine längste Etappe
  - Foto: Armin Rauthner für Schlagabtausch
  - Nachwuchspreis: Tobias Fries

| Jahr | Journalist/in       | Projekt                                                                        |
| ---- | ------------------- | ------------------------------------------------------------------------------ |
| 2015 | Pirmin Styrnol      | für „Sport im Strafvollzug“ (Ö1) – Preisträger der Kategorie Radio             |
| 2014 | Pirmin Styrnol      | Momente des Sports – Preisträger der Kategorie Radio                           |
| 2013 | Walter Reiterer     | Multimedia-Auftritt NFL-CRUSH (deutschsprachige Website zur NFL)               |
| 2008 | Walter Reiterer     | Online-Magazin Football-Austria als „beste Webseite des Jahres“                |
| 2007 | Helmut Neundlinger  | für „Wunderkind“ in „Datum“ (österreichisches Monatsmagazin)                   |
| 2006 | Gerald John         | für „Lichtgestalt“ in „Datum“                                                  |
| 2005 | Christopher D. Ryan | Bericht über den Ironman Hawaii 2004 als bester Sportfernsehbeitrag des Jahres |

### Sportler des Jahres (Österreich)
Alle Mitglieder von Sports Media Austria haben das Recht, jährlich die Sportler des Jahres in Österreich in geheimer Wahl zu bestimmen (Ausnahme: außerordentliche Mitglieder).

Im Jahr 2013 haben rund 560 der etwa 850 Mitglieder an dieser zusammen mit der Österreichischen Sporthilfe seit dem Jahr 1949 veranstalteten Wahl teilgenommen.

### Young Academy
Junge Sportjournalisten werden im Rahmen der „Young Academy“ gefördert.